# 伊利 (北達科他州)
伊利（英語：Erie）是位於美國北達科他州卡斯縣的普查規定居民點。

## 人口
根據2020年美國人口普查的數據，伊利的面積為5.19平方千米，皆為陸地。當地共有人口54人，而人口密度為每平方千米10.4人。